# Vincenzo Trigona
Vincenzo Trigona (Noto, 19 december 1829 – Catania, 1912) was een edelman op Sicilië, dat eerst deel was van het koninkrijk der Beide Siciliën en nadien opging in het koninkrijk Italië. In Italië was Trigona meer dan dertig jaar volksvertegenwoordiger.

## Levensloop
De familie Trigona op Sicilië was van adel en had vertakkingen. Vincenzo Trigona, geboren in Noto, provincie Syracuse, behoorde tot de tak der markiezen van Canicarao. Zijn paleis stond in Piazza Armerina. De adellijke titels zoals verleend door het Huis Bourbon in de Beide Siciliën, waren markies van Canicarao en Dainammare, baron van Frigentini en Salina, heer van Bauli, Ursitto, Grampoli con Stagfenda, Imbaccari en Misilini. Hij was gehuwd met Maria Scammacca die afkomstig was uit Catania uit de familie der baronnen van Bruca.
Trigona was een grootgrondbezitter van landbouwgronden.
Nadat Sicilië deel uitmaakte van Italië ging Trigona in de landelijke politiek. Hij zetelde in de Kamer van Afgevaardigden van 1861 tot 1895. Voor de val van Rome (1870) woonde Trigona tijdelijk in Florence, waar het parlement samenkwam. Van hem is bekend dat hij een tegenstander van de doodstraf was; hij stemde voor de afschaffing ervan.

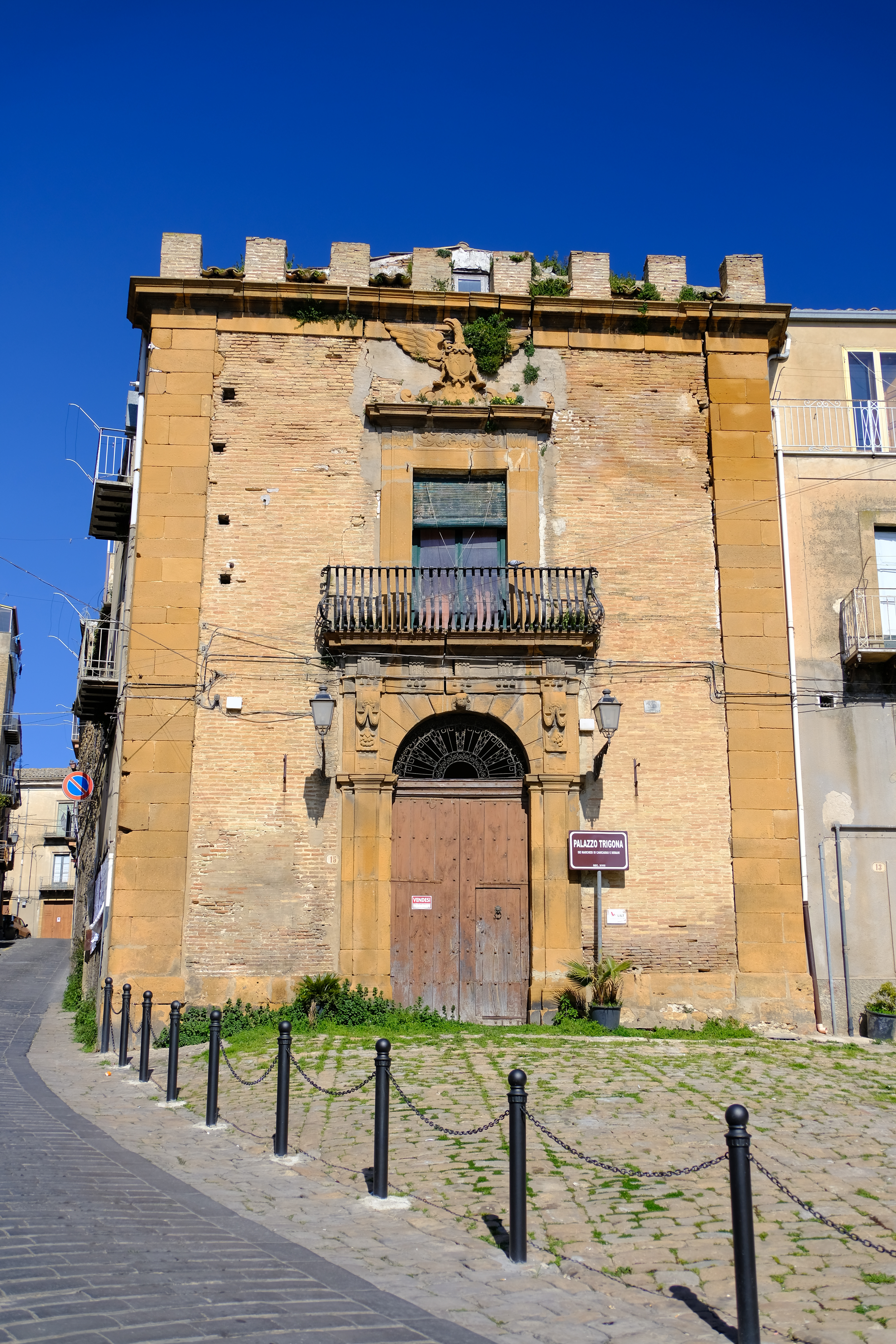
Palazzo Trigona in Piazza Armerina, Sicilië

Bij ministerieel decreet heeft Italië zijn adellijke titels uit het Bourbontijdperk erkend in 1891.
Trigona zetelde in de Società Generale degli Agricolturi Italiani ofwel Italiaans genootschap van landbouwers namens de provincie Syracuse.